# 阿洛伊斯 (勒文施泰因-韋爾特海姆-羅森貝格親王)
阿洛伊斯（德語：Aloys zu Löwenstein-Wertheim-Rosenberg，1871年9月15日—1952年1月25日），末代勒文施泰因-韋爾特海姆-羅森貝格親王，1908年至1918年在位。

## 家庭
1898年，阿洛伊斯與約瑟芬·金斯基（Josephine Kinsky）結婚，兩人共有4子5女：
1. 索菲（1900年—1982年）
2. 阿格尼絲（1902年—1991年）
3. 卡爾（英语：Karl, 8th Prince of Löwenstein-Wertheim-Rosenberg）（1904年—1990年）
4. 莫妮卡（1905年—1992年）
5. 菲利克斯（德语：Felix zu Löwenstein-Wertheim-Rosenberg）（1907年—1986年）
6. 特蕾莎（1909年—2000年）
7. 斐迪南（1909年—1990年）
8. 瑪麗亞-安娜（1914年—2000年）
9. 約翰尼斯（1919年—2000年）